# 利茨冰川
利茨冰川（英語：Litz Glacier），是南極洲的冰川，位於埃爾斯沃思地的瑟斯頓島中北部，最終在蓋伊峰以北注入皮爾灣西部，現時由南極條約體系管理。